# NOOR
NOOR je međunarodna fotografska agencija i neprofitna zaklada čiji su vlasnici i upravljači članovi-fotografi prema modelu zadruge. Sjedište agencije se nalazi u Amsterdamu, a fotografi djeluju širom svijeta.
Agencija je poznata po stvaranju nezavisnih vizualnih prikaza koji stimuliraju pozitivne društvene promjene, te utječu na vijesti o ljudskim pravima i ostalim pitanjima od svjetskog značaja.

## Povijest
NOOR Images su pokrenuli 2007. na festivalu Visa pour l’Image bivša generalna direktorica Claudia Hinterseer i članovi-fotografi Pep Bonet,  Stanley Greene, Yuri Kozyrev, Kadir van Lohuizen, Francesco Zizola, te bivši članovi Jan Grarup, Samantha Appleton, Philip Blenkinsop i Jodi Bieber.
Kasnije su se agenciji pridružili: Jon Lowenstein 2008., Nina Berman 2009., Alixandra Fazzina 2010., Andrea Bruce 2011., Bénédicte Kurzen 2013., Sebastián Liste i Asim Rafiqui 2014., te Tanya Habjouqa i Robin Hammond 2016.
Od kolovoza 2015. novi generalni direktor agencije je Clément Saccomani.
U ožujku 2009. Zaklada NOOR je pokrenula prve majstorske tečajeve iz dokumentarne fotografije u Lagosu, pozvavši petnaest afričkih fotoreportera iz sedam zemalja. Otada zaklada organizira radionice, majstorske tečajeve, seminare, predavanja i druge vrste edukacije u Sankt Peterburgu (2010.), Bukureštu (2011.), Kairu (2011.), Kaapstadu (2012.), Tunisu (2013.), Bayeuxu (2013., 2015.), Istanbulu (2014.), Beogradu (2015.) i Amsterdamu (2015.).
NOOR surađuje s edukacijskim organizacijama i profesionalnim fotografima, iskusnim učiteljima i predavačima iz dokumentarne fotografije.

## Fotografi
- Stanley Greene
- Kadir van Lohuizen
- Pep Bonet
- Yuri Kozyrev
- Francesco Zizola
- Jon Lowenstein
- Nina Berman
- Alixandra Fazzina
- Andrea Bruce
- Bénédicte Kurzen
- Sebastián Liste
- Tanya Habjouqa
- Robin Hammond
- Sanne De Wilde
- Arko Datto
- Leonard Pongo

## Projekti

### Climate Change
Projekt Climate Change by NOOR je dugoročni grupni projekt koji se fokusira na dva pitanja. Prvo, Consequences by NOOR je svjedočanstvo razornog utjecaja klimatskih promjena u svijetu. Nastao u ljeto 2009. vizualna svjedočanstva pokazuje ne "ono što bi se moglo dogoditi" u budućnosti, nego ono što se upravo događa, naglašavajući nuždu da se problem riješi.
NOOR je nastavio projekt u kolovozu 2010. s projektom Solutions, koji istražuje što je i što se može napraviti da se uspore ili ponište klimatske promjene. Projekt se usredotočuje na ljudske priče o alternativnim i obnovljivim izvorima energije, te pokušajima da se ublaži, prilagodi ili nosi s pojavom globalnih temperatura, najvećim izazovom s kojim se naš svijet ikada suočio.

### Urban Survivors
Godine 2011. NOOR je u suradnji s nevladinom organizacijom Liječnici bez granica pokrenuo kampanju za podizanje svijesti o životnim uvjetima urbanih građevina širom svijeta. Projekt je provelo u Bangladešu, Guatemali, Haitiju, Keniji, Pakistanu, Hondurasu i Južnoj Africi sedmero NOOR-ovih fotografa, čiji je cilj bio informiranje o izazovima koje će prenaseljenost predstavljati u budućnosti.
Rezultat projekta je bio web dokumentarac Urban Survivors koji je napravi Darjeeling Productions, i koji uključuje fotofilmove i putujuću izložbu. Mrežno mjesto je bilo 2012. nominirano za nagradu Webby.

### The New Brazil
The New Brazil (2012.) je grupni projekt NOOR-ovih fotografa koji se usredotočuje na brzi razvoj koji se događa u Brazilu posljednjih godina. Višeznačnim pristupom, koji se sastoji od 8 različitih elemenata, NOOR-ovi fotografi su u središte stavili rastuće i kompleksno moderno društvo, stvarajući zapis mnogih lica pete najveće zemlje na svijetu, i geografski i populacijski, te sedmu, brzorastuću, ekonomsku silu na planetu.

### Za'atari
Građanski rat u Siriji je stvorio neviđenu izbjegličku krizu u kojoj su milijuni Sirijaca raseljeni. Gotovo 100.000 izbjeglica živi na malom dijelu zemlju u zapadnom Jordanu u kampu Za’atari, sada drugom najvećem izbjegličkom kampu na svijetu. Lociran 12 kilometara od sirijske granice, kamp je otvoren sa samo 100 obitelji u srpnju 2012.
Od prosinca 2013. do siječnja 2014. četiri NOOR-ova fotografa su dokumentirala život u Za’atariju. Oko 100 tih fotografija je uvećano i postavljeno na 120 metara od zidova kampa, kao način da se humanizira arhitektura, i da posjetiteljima i zainteresiranima dâ neposredan dojam ljudi i života iznutra.
Projekt Za’atari je nastao suradnjom između UNHCR-a i JEN-a, a producirala ga je američka fotografkinja Nina Berman.

## Vanjske poveznice
- NOOR (službena stranica)
- Zaklada NOOR  Arhivirana inačica izvorne stranice od 23. rujna 2011. (Wayback Machine)
- Golon, M., Swan, D., These photographers are selling photos to incite change, #Resist by Noor Images, Washington Post, 2. veljače 2017.